# Bed (singel Nicki Minaj)
Bed – utwór amerykańskiej raperki Nicki Minaj z gościnnym udziałem Ariany Grande, wydany 14 czerwca 2018 roku przez wytwórnie Young Money Entertainment oraz Cash Money Records jako drugi singel promujący album „Queen”.

## Personel
Opracowane na podstawie materiału źródłowego.
- Nicki Minaj – wokal główny
- Ariana Grande - wokal
- Supa Dups – produkcja
- Beats Bailey – produkcja
- Messy – produkcja, współprodukcja
- Ben Billions – produkcja

## Historia wydania
| Kraj              | Data            | Format                       | Wytwórnia                | Przypisy |
| ----------------- | --------------- | ---------------------------- | ------------------------ | -------- |
| Cały świat        | 14 czerwca 2018 | Digital download ◦ streaming | Young Money ◦ Cash Money | [ 1 ]    |
| Stany Zjednoczone | 19 czerwca 2018 | Contemporary hit radio       | Young Money ◦ Cash Money | [ 2 ]    |
| Stany Zjednoczone | 19 czerwca 2018 | Rhythmic contemporary        | Young Money ◦ Cash Money | [ 3 ]    |